# 20 halerzy czechosłowackich (1921)

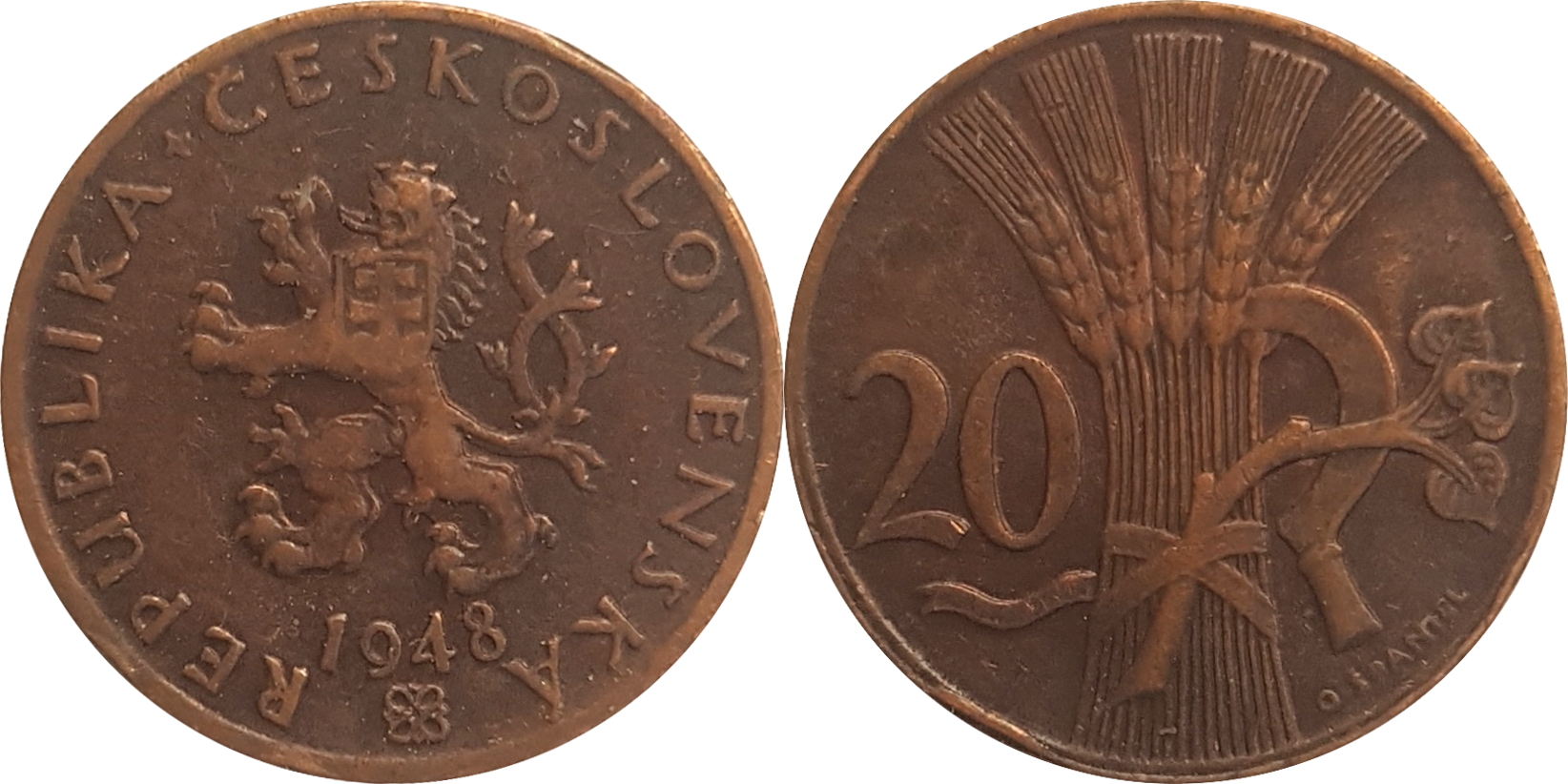
1947-1950

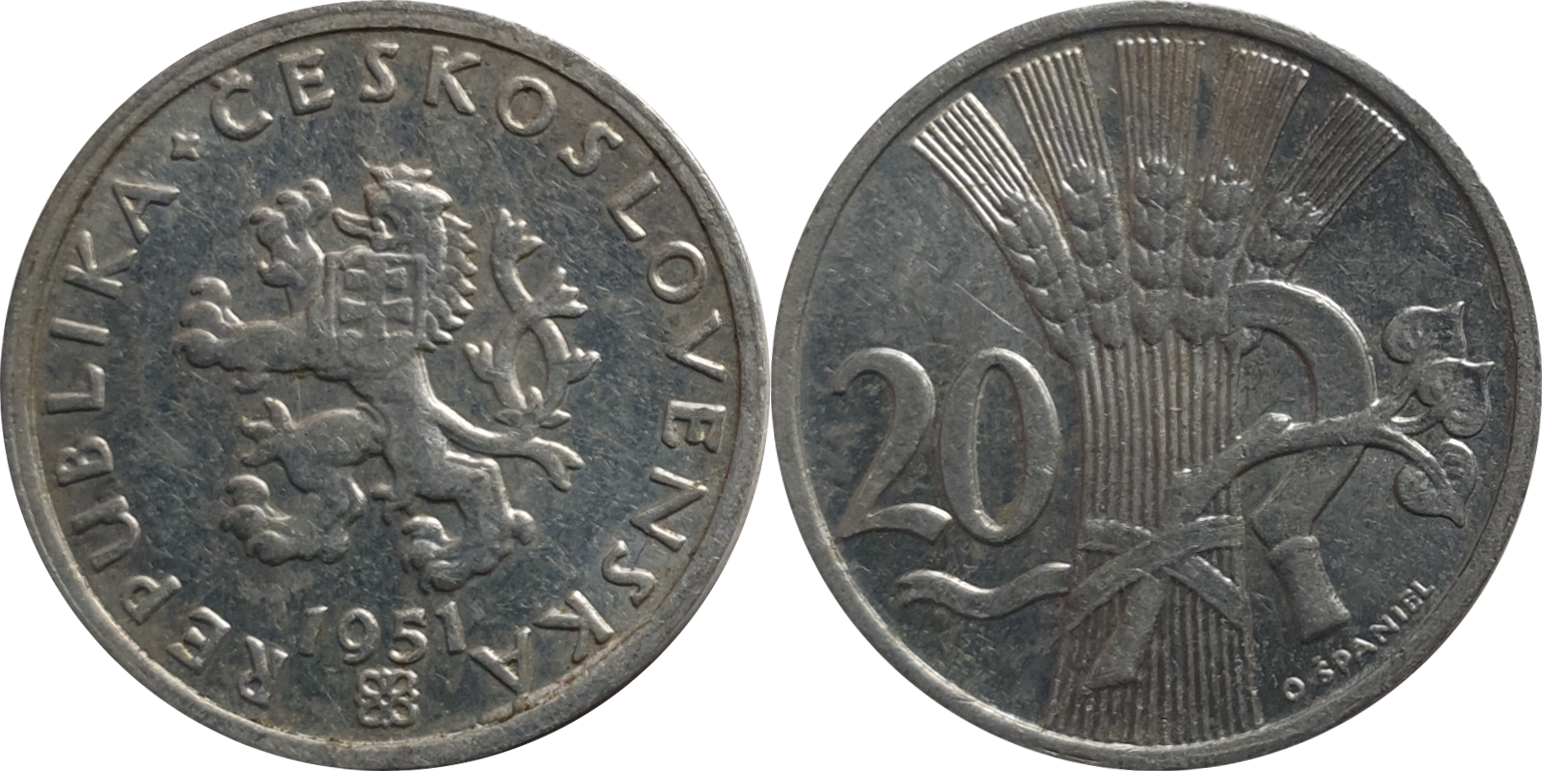
1951-1952

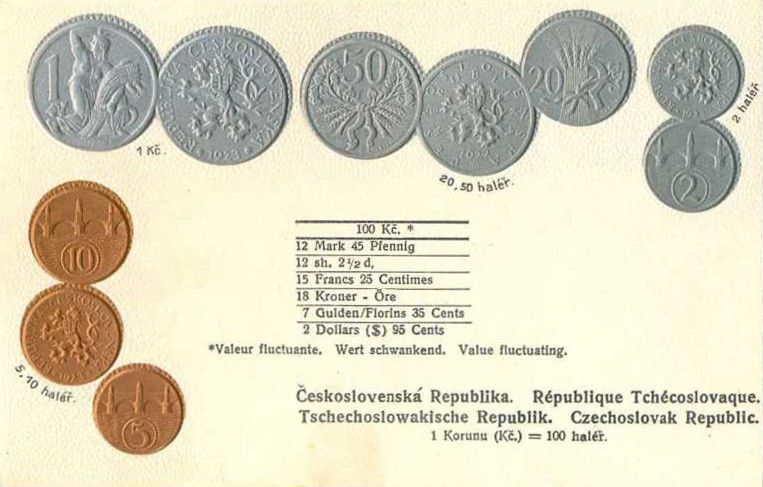
Moneta z miedzioniklu o nominale 20 h druga od prawej strony pocztówki numizmatycznej z lat 20.

20 halerzy (cz. 20 haléřů, słow. 20 halierov) – czechosłowacka moneta obiegowa o nominale 20 halerzy wyemitowana w 1922 roku a wycofana ostatecznie z końcem roku 1953. W tym czasie bita była w trzech różnych stopach metalu i trzech rozmiarach. Obie strony monety zostały zaprojektowane przez Otakara Španiela.

## Wzór
W centralnej części awersu umieszczono pochodzące z małego herbu Czechosłowacji godło państwowe – heraldycznego wspiętego lwa w koronie o podwójnym ogonie. Na jego piersi znajdował się herb Słowacji – podwójny krzyż na trójwzgórzu. Poniżej umieszczono rok bicia (zapisany zewnętrznie). Wzdłuż całego otoku znalazła się inskrypcja „REPUBLIKA ✦ ČESKOSLOVENSKÁ” (zapisana wewnętrznie). W tej samej linii w dolnej części monety zamieszczono ozdobny symbol kwiatowy rozdzielający początek i koniec legendy.
Rewers monety przedstawiał stylizowany snopek składający się z pięciu kłosów zboża przewiązanych wstążką razem z gałązką lipy. Ponadto po prawej stronie monety znalazł się sierp, po lewej zaś nominał monety. W prawej dolnej części wzdłuż otoku umieszczono oznaczenie projektanta, napis „O • ŠPANIEL”.

## Nakład
Monety dwudziestohalerzowe bito na mocy ustawy z dnia 1 marca 1921 r. o emisji drobnych monet. Początkowo wytwarzano je z miedzioniklu (MN20, 80% miedzi, 20% niklu), z krążków o masie 3,33 g (zgodnie z ustawą z kilograma surowca miało powstać 300 sztuk monet). Rozporządzeniem rządu z 16 lutego 1922 r. przewidziano, że do obiegu w formie monet o nominałach 20 i 50 h zostanie łącznie wprowadzonych maksymalnie 31 mln koron. Wzór monet oraz ich średnicę (20 mm) ustalono wydanym tego samego dnia zarządzeniem Urzędu Bankowego przy Ministerstwie Finansów. Monety te pozostawały w obiegu także po likwidacji państwa czechosłowackiego w 1939 roku. W Republice Słowackiej wycofano je z obiegu 15 lipca 1940 r. W Protektoracie Czech i Moraw uległy demonetyzacji z dniem 30 września 1941 r., choć dopuszczono możliwość ich wymiany w placówkach pocztowych i bankowych przez kolejne dwa miesiące.
Miedzioniklowe monety o nominale 20 h bito – z niewielkimi przerwami – w latach 1921–1938, kiedy to wybito ich co najmniej 151 mln sztuk. Ponadto już po upadku Czechosłowacji, w 1939 i 1940 roku kremnicka mennica korzystając ze starych stempli wyemitowała przeszło 5 mln monet na potrzeby Protektoratu Czech i Moraw.
Po zakończeniu II wojny światowej monety te ponownie dopuszczono do obrotu na mocy zarządzenia Ministra Finansów z 4 lipca 1945 r. Począwszy od 1947 roku monety o takim samym wzorze bito w Kremnicy w mosiądzu (92% miedzi i 8% cynku). Krążek miał 18 mm średnicy i ważył 2 g. Wzór i rozpoczęcie emisji usankcjonowano zarządzeniem Ministra Finansów z 19 maja 1948 r. Mosiężne monety bito przez cztery lata, do roku 1950. Przez kolejne dwa lata dwudziestohalerzówki nadal bito według trzydziestoletniego wzoru Španiela, jednak tym razem z aluminiowych krążków o średnicy 16 mm i masie 0,5 g. Wszystkie trzy typy monet ze snopkiem na rewersie zostały oficjalnie wycofane z obrotu wraz z wejściem w życie ustawy o reformie walutowej z 30 maja 1953 r.
Łącznie wyemitowano co najmniej 344 mln tych monet, w tym co najmniej 156 mln miedzioniklowych, 61 mln mosiężnych i 127 mln aluminiowych.
| rok  | nakład     | stop          |                   |
| ---- | ---------- | ------------- | ----------------- |
| 1921 | 40 000     | miedzionikiel | [ 1 ] [ 4 ] [ 7 ] |
| 1922 | 9 100 000  | miedzionikiel | [ 1 ] [ 4 ] [ 7 ] |
| 1924 | 20 931 000 | miedzionikiel | [ 1 ] [ 4 ] [ 7 ] |
| 1925 | 4 244 000  | miedzionikiel | [ 1 ] [ 4 ] [ 7 ] |
| 1926 | 14 825 000 | miedzionikiel | [ 1 ] [ 4 ] [ 7 ] |
| 1927 | 11 757 000 | miedzionikiel | [ 1 ] [ 4 ] [ 7 ] |
| 1928 | 14 018 000 | miedzionikiel | [ 1 ] [ 4 ] [ 7 ] |
| 1929 | 4 225 000  | miedzionikiel | [ 1 ] [ 4 ] [ 7 ] |
| 1930 | b.d.       | miedzionikiel | [ 1 ] [ 4 ] [ 7 ] |
| 1931 | 5 000      | miedzionikiel | [ 1 ] [ 4 ] [ 7 ] |
| 1933 | b.d.       | miedzionikiel | [ 1 ] [ 4 ] [ 7 ] |
| 1937 | 8 208 000  | miedzionikiel | [ 1 ] [ 4 ] [ 7 ] |
| 1938 | 18 787 000 | miedzionikiel | [ 1 ] [ 4 ] [ 7 ] |
| 1939 | 4 023 000  | miedzionikiel | [ 14 ] [ 16 ]     |
| 1940 | 1 000      | miedzionikiel | [ 14 ] [ 16 ]     |
|      |            |               |                   |
| 1947 | b.d.       | mosiądz       | [ 2 ] [ 5 ] [ 7 ] |
| 1948 | 24 340 000 | mosiądz       | [ 2 ] [ 5 ] [ 7 ] |
| 1949 | 25 660 000 | mosiądz       | [ 2 ] [ 5 ] [ 7 ] |
| 1950 | 11 132 000 | mosiądz       | [ 2 ] [ 5 ] [ 7 ] |
|      |            |               |                   |
| 1951 | 46 800 000 | aluminium     | [ 3 ] [ 7 ] [ 6 ] |
| 1952 | 80 340 000 | aluminium     | [ 3 ] [ 7 ] [ 6 ] |